# Kossuth Lajos utca (Dunaföldvár)
A Kossuth Lajos utca Dunaföldvár egyik legfontosabb utcája. Az 52-es főutat és a 61-es főutat összekötő névtelen főút része. Dunaföldvár egyik legrégebbi utcája, már a 19. század végén Öreg utcának nevezték. Ekkor sem parasztok lakták, hanem polgárok, például kereskedők. Számos közintézmény található benne, köztük az általános iskola főépülete, a polgármesteri hivatal és a posta is.

## Elnevezése
Az utca 1903-ban, az utcanevek megreformálásakor az egyetlen volt, amely híres személy nevét viselte. Az 1750-es évek felméréseiben Öreg utca néven szerepel, de hívták Nagy utcának, Posta utcának és Fő utcának is.

## Története
A 18. században az utcába központi elhelyezkedése miatt iparosok, kereskedők, bérlők, valamint városi és uradalmi intézmények költöztek a parasztság rovására. Korábban fésűs beépítésű parasztházak alkották az utca végét, később ezeket többnyire átépítették, városiasították, így az utca beépítése zártsorú lett. A 20. század első harmadában lekövezték kockakövekkel, majd az 1970-es években leaszfaltozták. A járdák a munkálatok során néhány helyen alacsonyabb szintre kerültek, mint az úttest, ez a házak műszaki állapotának romlását eredményezte. Napjainkban a vakolattagozatos, hagyományos polgári házak száma erősen csökken, több helyen újat építettek helyükre, máshol úgy átépítették őket, hogy elveszítették építészeti értéküket.
1968-ban az utcaképben korábban fontos szerepet játszó Ilona utca 4. (becenevén angol kastély) Kossuth Lajos utcai főhomlokzata elé kétemeletes házat építettek.

## Épületei

### Nyugati, páratlan oldal

#### Simon-ház (Kossuth utca 1.)
Az épület a városházával szemben áll, annak emeletesre való átépítésekor (1904-ben) már állt. A 20. század elején uradalmi szálloda működött benne Nemzeti Szálloda néven. Simon Mihály szállodájának nagyterme városi rendezvényeknek is helyet biztosított. A földszint Jäger János bor- és sörcsarnokának adott otthont. Ekkoriban az épület rangosabb megjelenésű volt, mint jelenleg: középső része ki volt emelve, a kitüntetett helyen eltérő, nyújtott boltíves ablakokat alkalmaztak.
1945 után államosították, az egykori szálloda helyén bérlakásokat alakítottak ki. Az 1970-es években elveszítette jellegzetes karakterét.

#### Kossuth utca 3.
A 20. század elején földszintes formában már álló házban működött Berger Mór szatócsboltja. Böde Ferenc jelenlegi tulajdonosa építette át emeletesre.

#### Krieger-ház (Kossuth utca 5.)
Az utca öt másik házához hasonlóan védelem alatt áll. Az U alakú épület mindegyik szárnya emeletes. A belső szárnyak végén földszintes utólag hozzátoldott melléképületek, a telek hátsó végében kamrák állnak. Az 1970-es évek elején az épület hátsó részeit lebontották, valamint a telek mögötti kertészetből elvett terület helyén építették meg az Ifjúság tér 1 sz társasházat. A mögötte elhelyezkedő játszó tér a község kertészet szerves része volt. A Marci bácsi által ültetett kertészetből virágozták fel a tereket és a Duna partot. Mindegyik emeleti ablaka felett, a térdfalon egy-egy kör alakú szellőzőnyílás, bennük egy-egy kerámiából készült apró férfialak kap helyet. 10 vakolatkeretes emeleti ablaka alatt eredetileg köténydíszítés is emelte az épület rangját. A kapu, amely nem éppen az épület közepén van, kovácsoltvasból készült és a mai napig őrzi egykori tulajdonosa nevének monogramját (K J).
Egy 1900 körüli fénykép tanúsága szerint az utcai szárny alsó szintje már akkor üzleteknek adott otthont, a két szélső bolt kirakata faszerkezetekkel nyúlt a járda felé. Egyikben Somló Manó könyvesboltja és nyomdája volt, akinek a legtöbb Dunaföldvárról fennmaradt korabeli fényképet köszönhetjük. A boltot fia, Lajos örökölte, aki továbbvitte az üzletet. Ugyanitt később Raab Frigyes kötött és árult könyveket, árult papírárut és zeneműveket. Máshol azt olvashatjuk, hogy izraelita iskola működött az épületben a 20. század elején. Más információk fiú polgári iskolát, a földszinten vaskereskedést említenek. Az ötvenes évektől tanácsi bérház lett, a földszint utcafrontján vasbolt üzemelt, mellette Szluha néni trafikja kapott helyet. A ház teljes belső átalakításon ment át 1984-től 1986-ig. A lakások a 90-es években magántulajdonba kerültek.

#### Szerb templom (Kossuth utca 7.)
1782-ben épült barokk stílusban. Déli falában barokk sírkő található. Káldy Gyula 1970-es tervei alapján az akkor romos, nem használt templomot kívülről felújították. Az országos műemléki listán a 4157-es számot viseli.

#### Kék Duna Szálloda (Kossuth utca 9.)
A ma üres 9. számú telken, a szerb templomtól jobbra állt az előbb Erzsébet, majd Kék Duna Szálloda, amely az 1970-es évek elején megsüllyedt, az összedőlőben lévő emeletes házat 1972-ben lebontották.

#### Egykori Járási Takarék (Kossuth utca 13.)
1868-ban megalakult a Dunaföldvári Takarékpénztár Rt., 1878-ban a Dunaföldvári Népbank, majd 1895-ben a pedig a Dunaföldvári Járási Takarék és Hitelbank Rt. követte. Bani ügyeleteken kívül gabonakereskedéssel is foglalkozott. A Dunaföldvári Népbankkal együtt, amely pl. átutalásokat végzett, közös épületben működött a főutcában. 1865-ben itt nyílt meg a távírda is. Korábban attikafal-magasítás jellemezte, amely később eltűnt. A 20. század végén egy új utcát nyitottak a ház mellett.

#### Általános iskola régi szárnya (Kossuth utca 19.)
Az alápincézett, emeletes ház és melléképülete 1903-ban épült meg. Építésétől kezdve 1945-ig, amíg Dunaföldvár járásközpont volt, itt működött a paksi járás Magyar Királyi Járásbírósága. Melléképületének állaga a rossz, hiányos csatornázás miatt gyorsan romlott, az iskola felújításakor lebontották.

### Keleti, páros oldal

#### Polgármesteri hivatal (Kossuth utca 2.)
1820-ban épült a város jelenlegi városházája földszintes épületként, az akkori Klastrom (mai Rákóczi) utca sarkán. 1904-ben átépítették emeletesre, azóta több nagyobb felújításon esett át, legutóbb 1998-ban. Az 1904-es átépítést Czipauer János budapesti vállalkozó valósította meg. A tanácstermen kívül a városháza tizenöt irodát, levéltárat, három irattárat és egy börtönhelyiséget kapott. A kommunista diktatúra idején a homlokzaton található Dunaföldvár-címer helyére vörös csillag, a saroklámpa helyére hangszóró, a csillag alá Tanácsház felirat került. A tetőből kinyúló óratorony óralapját és az emeleti ablakok feletti vakolatdíszeket eltávolították.
Rekonstrukciójára 1998-ban került sor Szabó Imre építész tervei alapján. Az 1950 előtti megjelenést a legtöbb helyen (például ablakok, toronyóra) visszaállították. Az épület lábazata korábban a fal síkjánál kijjebb állt, díszítőelemekkel kiemelve. Akárcsak sok más díszt a házról, 1950-ben ezt is eltávolították, helyére cementes lábazat került, amelyet bár 1998-ban eltávolítottak, az eredeti megjelenést nem állították helyre. 1981-ben Csepeli István fafaragó népi iparművész tervezésével és kivitelezésével felújították az emeleti díszes tanácstermet. A városháza Kossuth Lajos utcára néző bejárati kapuja üvegezett, kovácsoltvas díszítéssel, Jákli József kovácsmester munkája. A címer visszakerült a Rákóczi utca felőli homlokzatra. A korábbi címerek felhasználásával Koffán Károly festőművész alkotta meg az új címert (1997), a városházát díszítő címert Kiss Éva keramikus készítette. A főépület az 1062-es helyrajzi számot viseli, teljes helyi védelmet élvez.

#### Czeitler-ház (Kossuth utca 8.)
Eredeti, Czeitler nevű lakója szabó, lánya a Külvégi Óvoda vezetője volt. A ház 21. századi felújításának terveit Elekné Csollány Éva készítette.

#### Beszédes József korábbi lakóháza (Kossuth utca 10.)
A 19. század első felében épített 10. számú házban élt több mint tíz évig és halt meg 1852-ben Beszédes József hídmérnök. Halálának 125. évfordulóján a homlokzatra emléktábla került. A manzárdtetős ház tornácos udvari szárnyának barokk kőkeretes pincelejárójának ajtaja kovácsoltvassal díszített. Eredetileg L alaprajzú volt a ház, később a hátsó oldalra újabb tornácos épületszárnyat emeltek. Pinceajtaja, homlokzata és története miatt helyi építészeti védelem alatt áll.

#### Református templom (Kossuth utca 18.)
A szomszédos, Ilona utca 3-as református parókiával együtt 11333-as számmal szerepel az országosan védett műemlékek listáján. Miután a református imaház az 1860-as tűzvész során leégett, 1863-ban templomot szenteltek fel a helyén. 1880-ban neoromán stíluselemeket kapott.

#### Korábbi zsinagóga (Kossuth utca 34.)
A frissen szerveződött zsidó hitközség 1854-ben építette imaházát. A német megszállás idején itt és hat szomszédos épületben alakították ki a gettót, ahonnan előbb Paksra, majd a dachaui és a mauthauseni koncentrációs táborokba deportálták őket.